# Grotta della Lupa
La grotta della Lupa è una formazione carsica di interesse speleologico situata in Abruzzo, nel territorio del parco nazionale della Majella, nel comune di Roccamorice, in provincia di Pescara.

## Descrizione
Essa si apre all’interno della miniera di Santo Spirito, poco distante dall’omonimo Eremo Celestiniano, in località Ripa Rossa, e non presenta nessun ingresso naturale ad oggi conosciuto. La galleria che intercetta la grotta è raggiungibile dai tre ingressi della miniera, tutti situati ad una quota di circa 1075 metri s.l.m.
Lo sviluppo lineare della grotta attualmente esplorata è di circa 1800 metri, mentre il dislivello totale è di circa 230 metri. A partire dal punto di accesso essa si sviluppa in due rami, uno di monte, che si chiude con una frana, ed uno di valle che, a causa delle difficoltà tecniche di progressione e degli elevati tempi di percorrenza, è ancora in fase di esplorazione.
Da un punto di vista morfologico e speleologico essa si presenta come una grande cavità prevalentemente meandriforme di difficile percorrenza, mentre in alcuni tratti si aprono ambienti che arrivano a superare i 20 metri di altezza.
La grotta presenta un forte concrezionamento (stalattiti, colonne, vele, ecc.), che conferisce alla cavità grande fascino e bellezza.

## Scoperta
La scoperta della grotta è avvenuta ad opera del GRAIM (Gruppo di Ricerca di Archeologia Industriale della Majella), i cui membri, nell’ambito delle loro attività esplorative delle miniere di rocce asfaltiche e bituminose presenti nel territorio della Maiella, il 14 giugno 2015 hanno rinvenuto il punto in cui un ramo della suddetta miniera di S. Spirito intercetta la grotta. La portata della scoperta ed il suo valore speleologico e scientifico sono stati subito compresi da parte dei componenti del GRAIM, tanto da coinvolgere immediatamente lo Speleo Club Chieti che, grazie alla capacità di operare in ambiente sotterraneo impervio, ha avviato le prime esplorazioni profonde della grotta.

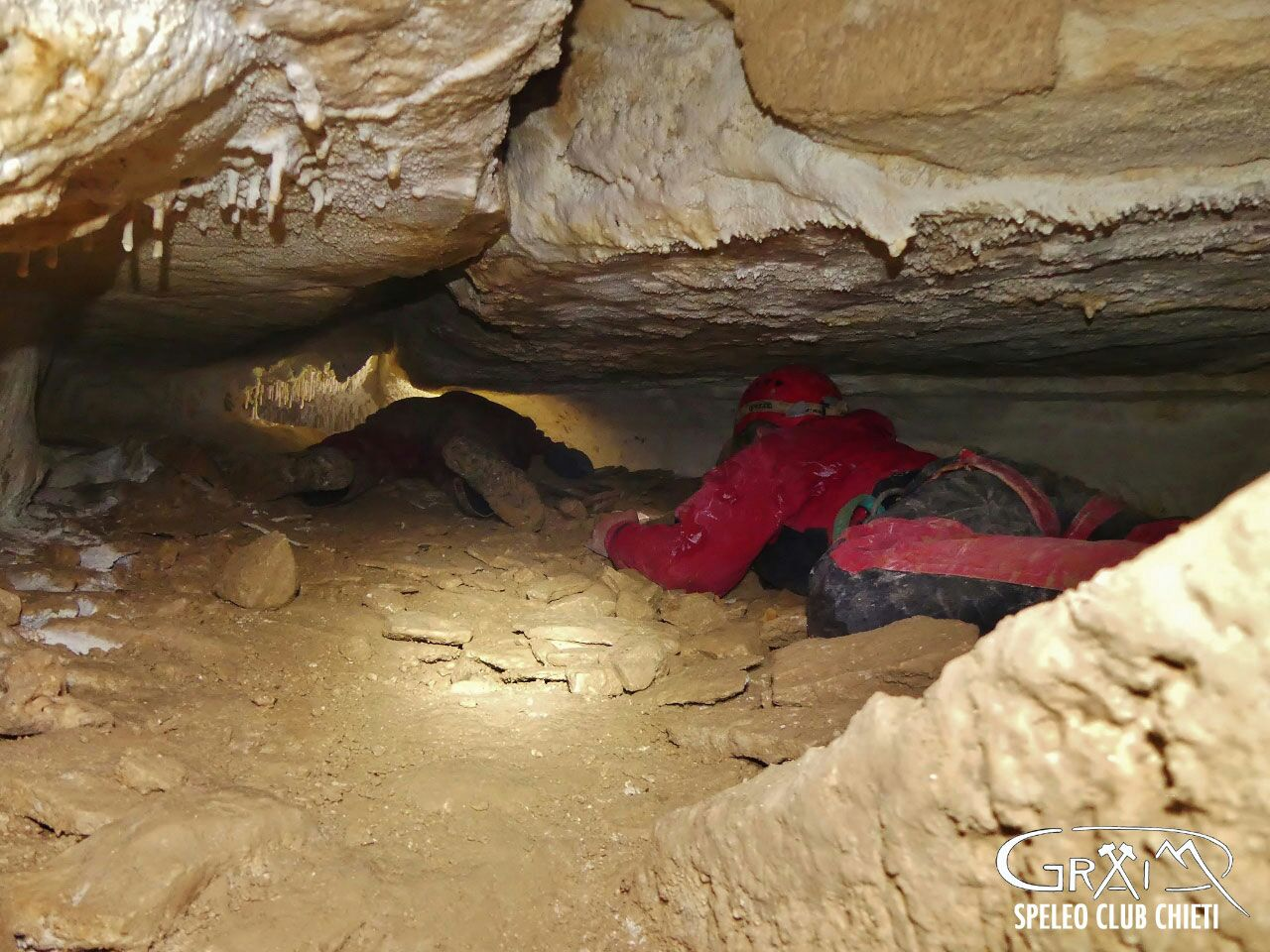
Grotta della Lupa

## Esplorazione
Il 21 giugno 2015, sono iniziate le prime ricognizioni in profondità che hanno confermato la straordinarietà della scoperta e pertanto sono stati immediatamente interessati il Parco Nazionale della Majella, la Soprintendenza Archeologica di Chieti ed il Comune di Roccamorice. Sono risultate infatti di grande interesse le caratteristiche morfologiche e geologiche, l’estensione e, non ultimi, i ritrovamenti, nel ramo di monte, di ossa che sono risultate, a seguito di accurati esami, di notevole rilievo paleontologico.
Gli esiti delle prime esplorazioni profonde hanno destato un interesse tale da portare nella grotta, nelle settimane successive, studiosi e speleologi di caratura nazionale provenienti da Fabriano, Ancona e Genga di Frasassi, i quali hanno ulteriormente contribuito alle attività di progressione e di studio della cavità.
La molteplicità degli ambiti di interesse ha portato l’Ente Parco a coordinare uno studio multidisciplinare in quindici distinti settori scientifici e storico-antropologici che coinvolge attualmente diversi Enti ed Associazioni.

## Geologia

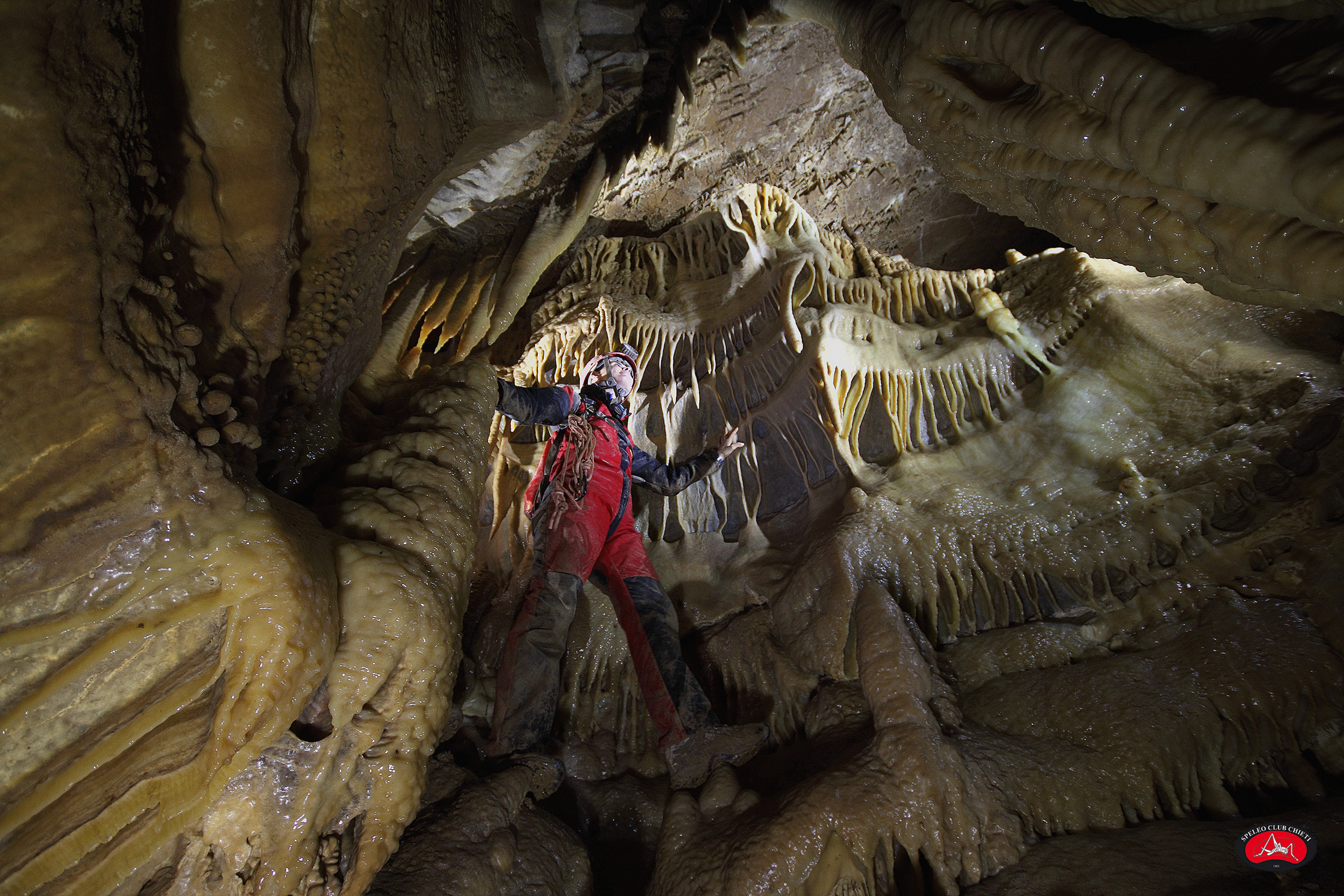
Grotta della Lupa

La grotta della Lupa si sviluppa nel settore settentrionale della Maiella, all'interno di un volume di roccia caratterizzato da due formazioni del Gruppo di Santo Spirito e dalla Formazione Orfento. Le prime sono costituite da calcilutiti e biocalcareniti porose, con intercalazioni di megabrecce e calcitorbiditi, in strati e banchi, riconducibili a facies di rampa carbonatica distale e ad ambiente epipelagico. La seconda formazione è costituita da calcareniti e calcisiltiti porose, ben sortite, con stratificazione normale e incrociata, le facies sono prevalentemente di rampa carbonatica. 
La grotta è una cavità composita, ovverosia caratterizzata da un insieme di forme che evidenziano una prima morfogenesi a pieno carico idrico che ha modellato condotte impostate su due sistemi principali di fratture e superfici di interstrato. Più o meno a questa fase sono da ricondurre rare forme cupoliformi (forme tipo B egli) dovute alla corrosione chimica ӧ operata da trappole di CO2. Successivamente i flussi idrici interessano solo alcune parti della grotta con portate molto ridotte. Si hanno contemporaneamente più fasi di crollo che modificano in parte o completamente la morfologia originaria delle gallerie. 

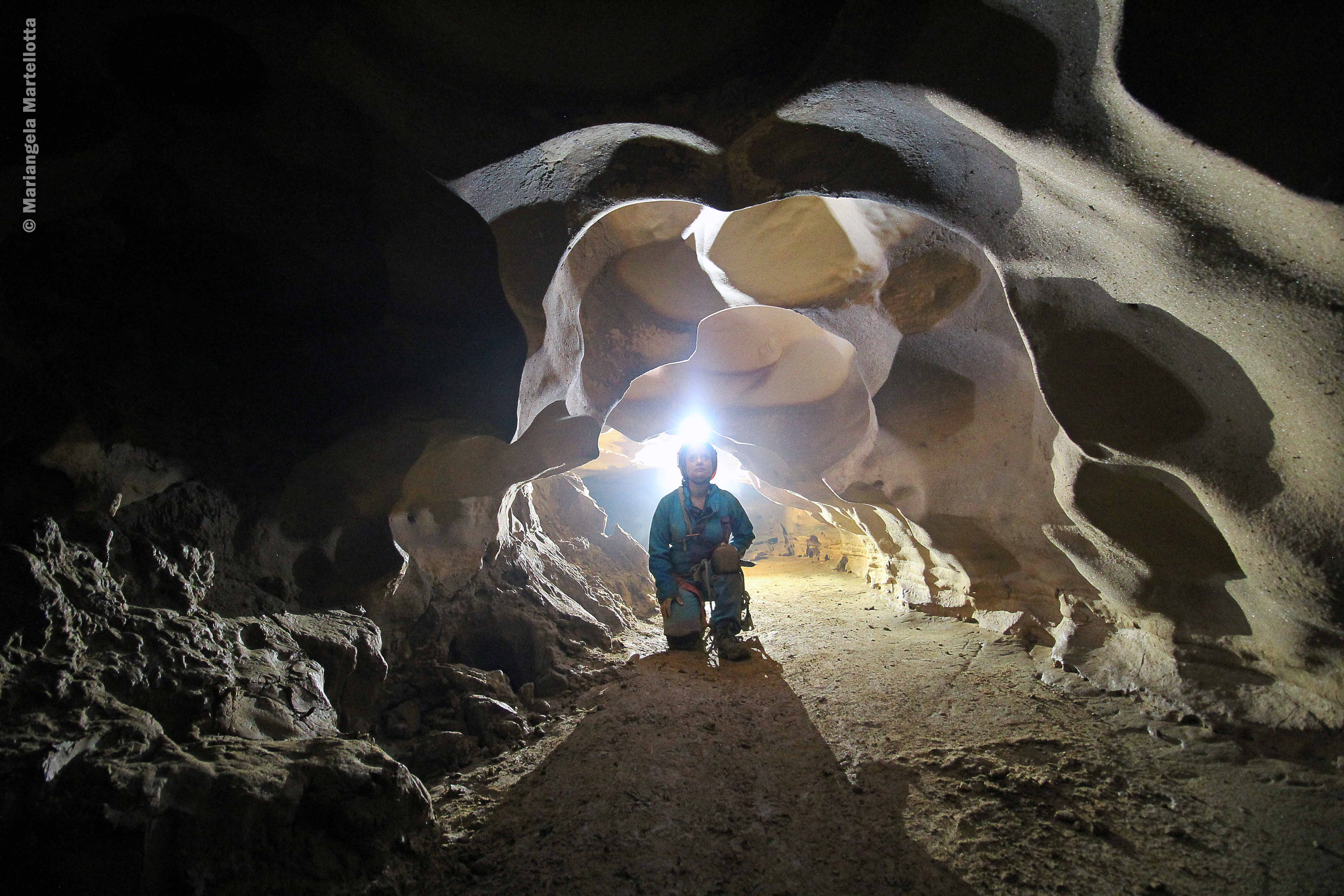
Sala dei grandi scallops

I crolli sono innescati, sia per decompressione (rilascio di tensioni nella grotta e nel versante) e scivolamenti tra gli strati, sia per probabili eventi cosismici. All'interno della grotta si rinvengono sia depositi di origine chimica, sia fisica. I primi sono costituiti dalle tipiche concrezioni: stalagmiti, stalattiti, rare colonne, mammelloni, rivestimenti a cristalli e pseudo macro pisoliti di vasche, veli, veli cascata, gur, ecc. 
I sedimenti fisici sono costituiti da blocchi di vario volume ma coerenti per forma e dimensioni con gli strati; clasti eterometrici che hanno subito nullo o scarso trasporto e che non risultano neppure "chimicamente smussati"; sabbie e limi autoctoni (solo disfacimento della roccia incassante con o senza trasporto successivo); sabbie e argille alloctone (pervenute dall'esterno in grotta e rimaneggiate per trasporto idrico a medio bassa energia.

## Paleontologia

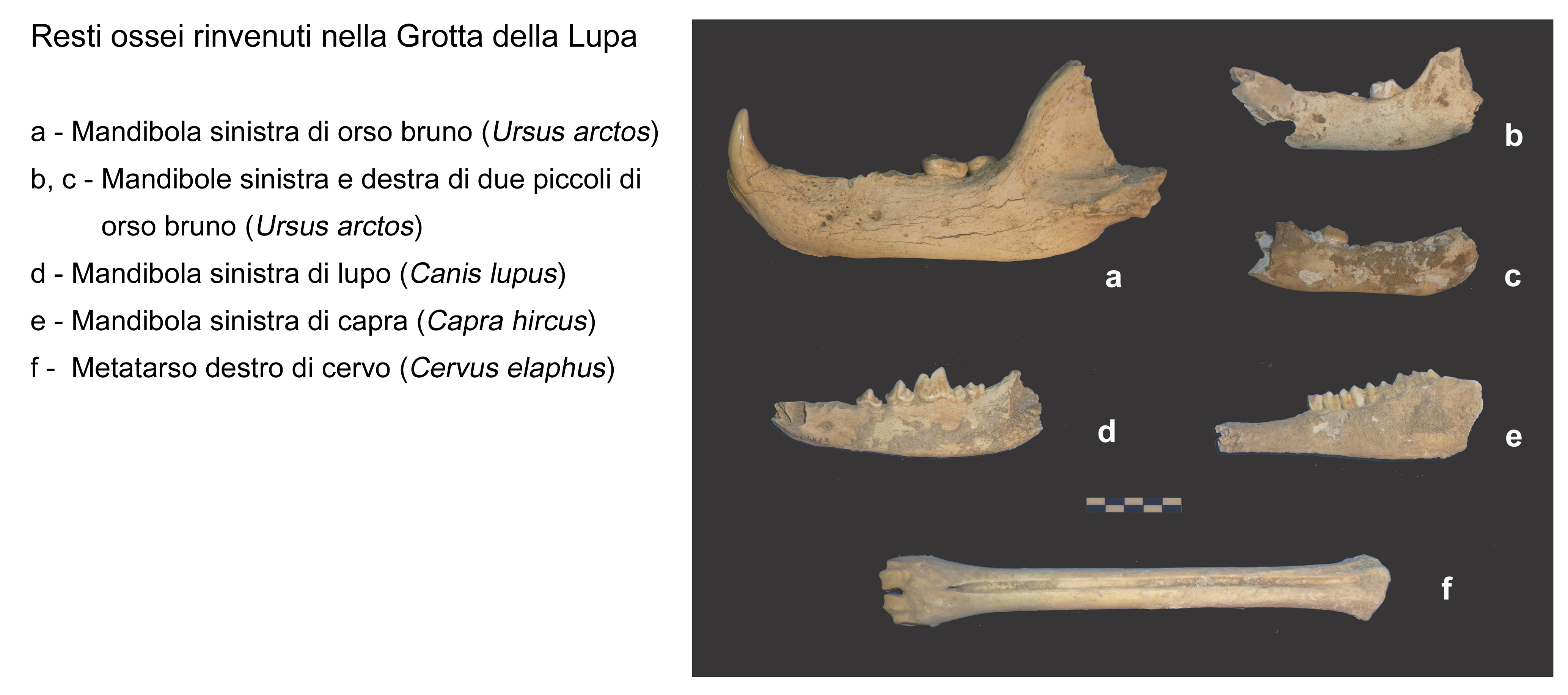
Ossa nella grotta della Lupa

Nel "lato a monte" della grotta sono stati rinvenuti numerosi resti ossei attribuibili ad uno o più esemplari di orso bruno (Ursus arctos), lupo (Canis lupus), cervo (Cervus elaphus) e capra (Capra hircus). Lo studio paleontologico è tuttora in corso.
La tafonomia del giacimento evidenzia più momenti di "arrivo" delle ossa in grotta, molte delle quali sono state selezionate probabilmente da carcasse già smembrate in esterno. L'arco di tempo durante il quale si è determinata la formazione del giacimento non dovrebbe essere ampio. Lo stato di fossilizzazione risulta comunque differenziato e pertanto non è possibile ipotizzare una datazione. Sta di fatto che un sottile velo di calcite ricopriva parte delle ossa "le più antiche” mentre le altre che ne erano prive sono rivestite solo da un risedimento di suolo bruno.